# Enlace triple

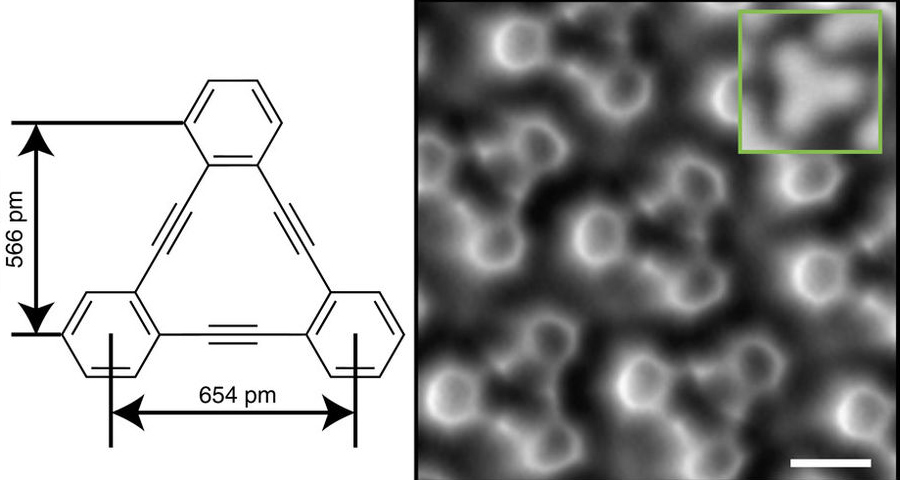
Estructura e imagen AFM del dehidrobenzo [12] anuleno, donde los anillos de benceno se mantienen unidos por enlaces triples.

Un enlace triple en química es un enlace químico entre dos átomos que implica seis electrones de enlace en lugar de los dos habituales en un enlace simple covalente. Los enlaces triples son más fuertes que los enlaces simple o doble equivalentes, con un orden de enlace de tres. El enlace triple más común, el que existe entre dos átomos de carbono, se puede encontrar en los alquinos. Otros grupos funcionales que contienen un enlace triple son los cianuros y los isocianuros. Algunas moléculas diatómicas, como el dinitrógeno y el monóxido de carbono, también tienen enlaces triples. En fórmulas esqueléticas, el enlace triple se dibuja como tres líneas paralelas (≡) entre los dos átomos conectados.
|                                       |                    |                          |
| acetileno, H−C≡C−H                    | cianógeno, N≡C−C≡N | monóxido de carbono, C≡O |
| Compuestos químicos con enlace triple |                    |                          |

## Vinculación
Los tipos de enlace se pueden explicar en términos de hibridación orbital. En el caso del acetileno, cada átomo de carbono tiene dos orbitales sp y dos orbitales p. Los dos orbitales {\displaystyle {\ce {sp}}} son lineales con ángulos de 180° y ocupan el eje {\displaystyle x} (sistema de coordenadas cartesianas). Los orbitales {\displaystyle {\ce {p}}} son perpendiculares al eje {\displaystyle y} y al eje {\displaystyle z}. Cuando los átomos de carbono se acercan entre sí, los orbitales {\displaystyle {\ce {sp}}} se superponen para formar un enlace sigma {\displaystyle {\ce {sp-sp}}}. Al mismo tiempo, los orbitales {\displaystyle p_{z}} se acercan y juntos forman un enlace pi {\displaystyle p_{z}-p_{z}}. Asimismo, el otro par de orbitales {\displaystyle p_{y}} forman un enlace pi, {\displaystyle p_{y}-p_{y}}. El resultado es la formación de un enlace sigma y dos enlaces pi.
En el modelo de enlace doblado, el enlace triple también se puede formar mediante la superposición de tres lóbulos {\displaystyle {\ce {sp^3}}} sin la necesidad de invocar un enlace pi.

## Enlaces triples entre elementos más pesados que el carbono
Se encuentran enlaces triples para muchos elementos más allá del carbono. Son comunes para los metales de transición. Hexa (terc-butoxi) ditungsteno (III) y Hexa (terc-butoxi) dimolibdeno (III) son ejemplos bien conocidos. La distancia M-M es de aproximadamente 233 pm. El compuesto W2 ha atraído especial atención por sus reacciones con alquinos, lo que lleva a compuestos de enlace triple metal-carbono de fórmula RC≡W (OBut)3.

Estructura de hexa (terc-butoxi) ditungsteno (III), un ejemplo de un enlace triple metal-metal.